# Momčilo Spremić
Momčilo Spremić (srbsko Момчило Спремић), srbski zgodovinar, * 29. avgust 1937, Donja Badanja, Srbija. 

## Dela
- Dubrovnik i Aragonci 1442-1495 (1971)
- Despot Djuradj Branković i mačvanska banovina, Историјски часопис 23 (1976)
- Gli Slavi tra le due sponde adriatiche, Annali dell Istituto italiano per gli Studi Storici 4 (1979)
- Despot Djuradj Branković i njegovo doba (Beograd, 1994).